# Логиново (Устюженский район)
Логиново — деревня в Устюженском районе Вологодской области.
Входит в состав Мезженского сельского поселения, с точки зрения административно-территориального деления — в Мезженский сельсовет.
Расстояние по автодороге до районного центра Устюжны — 23 км, до центра муниципального образования деревни Долоцкое — 17 км. Ближайшие населённые пункты — Мочала, Рожнёво, Шаркино.
Население по данным переписи 2002 года — 5 человек.